# Trèn Trung Bộ
Trèn Trung Bộ (danh pháp: Tarenna annamensis) là một loài thực vật có hoa trong họ Thiến thảo. Loài này được Pit. miêu tả khoa học đầu tiên năm 1923.